# 沙市镇 (浏阳市)
沙市为中国湖南省浏阳市下辖镇，由原沙市镇和秀山乡于1995年合并设置，位于浏阳市西北部。辖域东与社港、淳口、龙伏镇接壤，南与北盛、永安镇毗邻，西南部与长沙县双江、金井和高桥镇相连。全镇辖域总面积209.4平方公里，总人口49,522人(2000年人口普查)，下辖4个社区、15个行政村。

## 现行行政区划
全镇下辖4个社区、15个行政村，分别为秀山社区、河背社区、沙市社区和长兴社区，团农村、秧田村、黄花村、东门村、白水村、中洲村、敦睦村、杨林村、莲塘村、友助村、赤马村、大源村、桃花村、荷芳村和龙凤村。